# 德讷河畔圣莱热
德讷河畔圣莱热（法語：Saint-Léger-sur-Dheune，法語發音：[sɛ̃ leʒe syʁ dœn]），法国中东部市镇，位于勃艮第-弗朗什-孔泰大区索恩-卢瓦尔省，隶属于索恩河畔沙隆区，其市镇面积为12.16平方公里，2022年1月1日时人口数量为1,554人，在法国城市中排名第6,735位。
德讷河畔圣莱热位于索恩-卢瓦尔省北部，德讷河右岸，是一个区域性的中心城市，中部运河和讷韦尔—沙尼铁路由此通过。

## 地名来源
根据当地官方网站的论述，“Saint-Léger”一名来自七世纪时的欧坦主教Leodegarius。法国大革命期间，当地的官方名称曾被更改为“Léger-sur-Dheune”。

## 历史
德讷河畔圣莱热的早期历史尚不清楚。根据当地官方网站的论述，德讷河畔圣莱热最初的聚落记载出现于公元13世纪后期。1713年，当地建成了首座横跨德讷河的桥梁。法国大革命后，德讷河畔圣莱热成为索恩-卢瓦尔省的一个市镇。工业革命期间，途径德讷河畔圣莱热的中部运河和讷韦尔—沙尼铁路相继建成，德讷河畔圣莱热成为一个区域性的公路枢纽。二十世纪中后期，德讷河畔圣莱热境内的中部运河开辟了一处供私人游艇停靠的码头，该地的旅游业由此得到发展。

## 地理

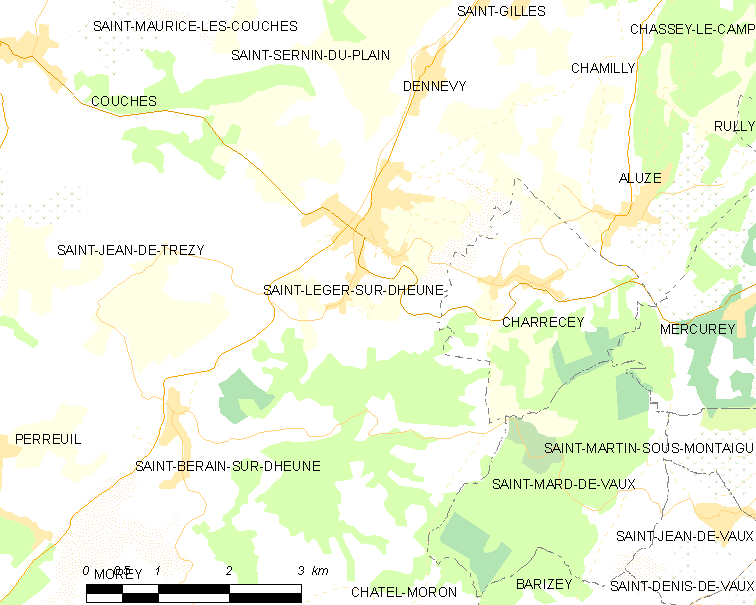
德讷河畔圣莱热市镇范围地图

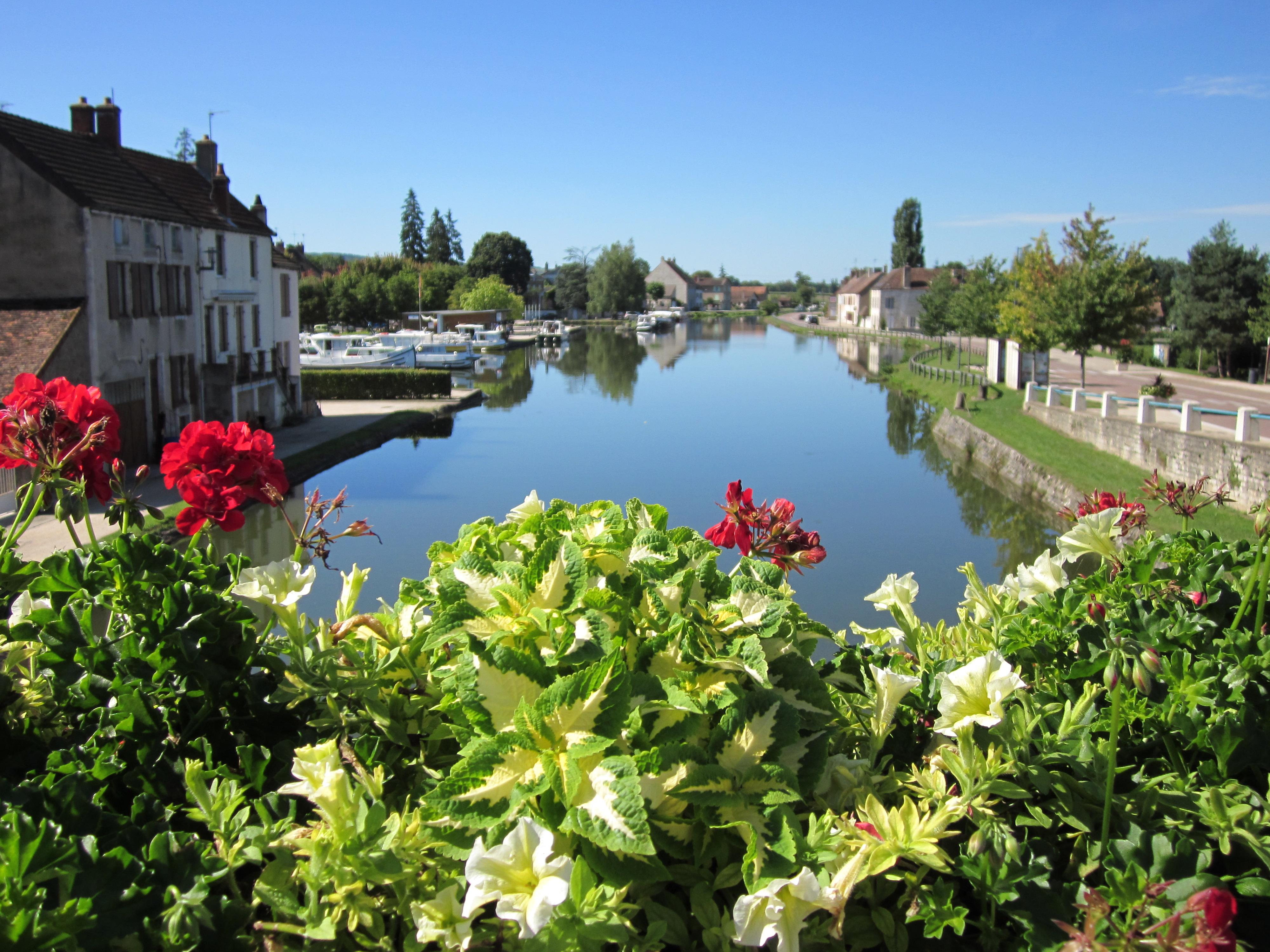
中部运河德讷河畔圣莱热段

德讷河畔圣莱热位于法国中东部，勃艮第-弗朗什-孔泰大区中南部和索恩-卢瓦尔省中北部，距离省会马孔大约81公里。与德讷河畔圣莱热接壤的市镇包括：阿吕兹、沙尔塞、库什、代讷维、圣塞尔南迪普兰、圣让德特雷济、德讷河畔圣贝兰和圣马尔德沃。

### 地形
德讷河畔圣莱热位于沙洛奈地区西部腹地，境内以浅丘为主，市镇中心地势较为平坦，整体地势自德讷河向两外侧逐渐抬升，全境海拔在227到477米之间。

### 水文
德讷河自西南向东北流经德讷河畔圣莱热镇中心西侧，人工开凿的中部运河则从其镇中心穿过。

### 植被
德讷河畔圣莱热属于温带阔叶混交林区，林地广泛分布于河流附近，其中市区西南部的德讷河右岸为勒莱草地（Prairie du Reulet）。
在鲜花城市的评比中，德讷河畔圣莱热暂未被评级。

### 气候
德讷河畔圣莱热在柯本气候分类法中属于带有一定大陆性气候特征的温带海洋性气候（Cfb）。

## 行政区划
德讷河畔圣莱热的市镇编号为71442，邮政编号为71510。
在行政管理方面，德讷河畔圣莱热隶属于法国勃艮第-弗朗什-孔泰大区索恩-卢瓦尔省索恩河畔沙隆区；在地方选举方面，德讷河畔圣莱热隶属于沙尼县，其市镇范围全境被划入索恩-卢瓦尔省第三选区；在社会管理方面，德讷河畔圣莱热是大沙隆城市圈公共社区的组成部分。
截至2024年5月，德讷河畔圣莱热市镇范围内暂无任何城市敏感街区及城市政策优先街区。
法国国家统计与经济研究所（简称）在进行数据统计时，未将德讷河畔圣莱热划入任何城市核心区（Unité urbaine）、城市区（Aire urbaine）及城市辐射区（Aire d'attraction）。此外，还将德讷河畔圣莱热市镇整体看作一个“块区”（IRIS），以便于统计人口分布情况。

## 交通

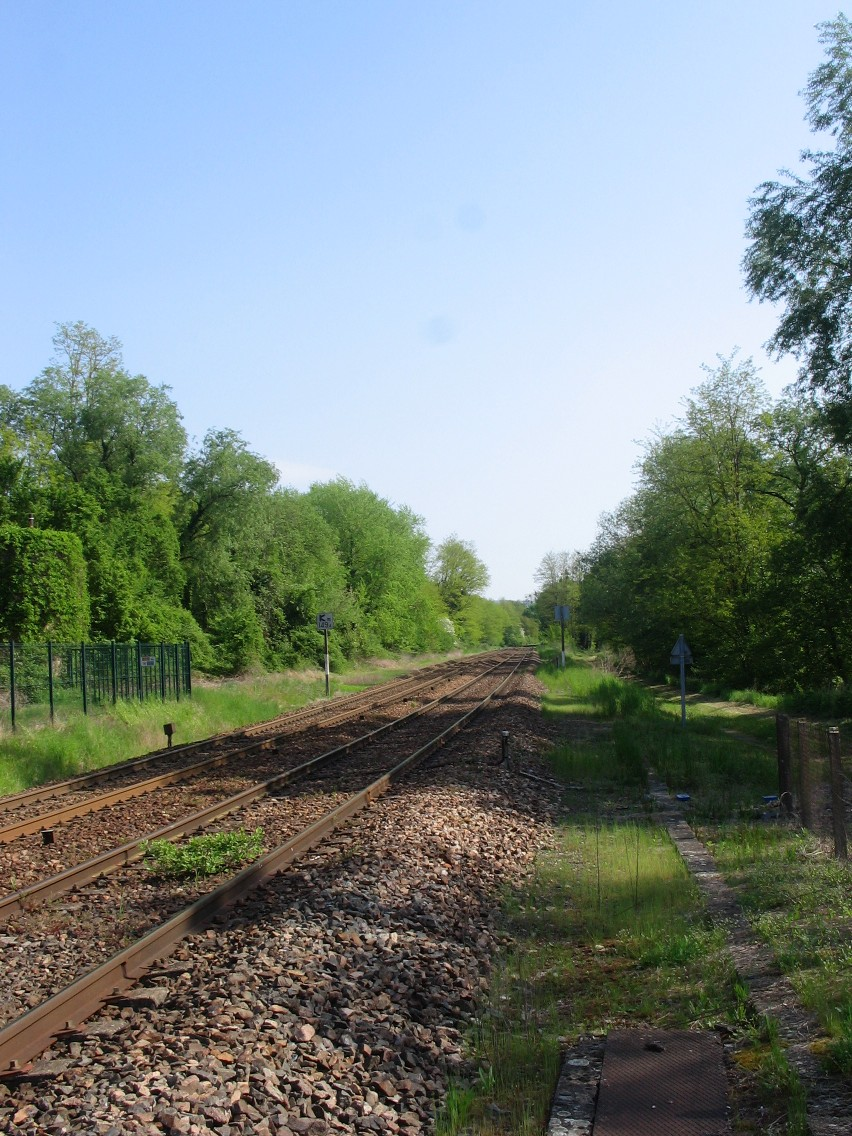
德讷河畔圣莱热境内的讷韦尔—沙尼铁路

### 公路
索恩-卢瓦尔省省道D148线、D253线、D261线、D974线和D978线在德讷河畔圣莱热境内交汇。勃艮第-弗朗什-孔泰大区城际客运LR704线经停德讷河畔圣莱热，可通往索恩河畔沙隆和欧坦。
2020年，72.3%的德讷河畔圣莱热家庭拥有至少一辆私人汽车。2020年，德讷河畔圣莱热境内共发生各类交通事故2起，造成3人受伤。
| 24 | 29 |

| 25 | 21 |

| 马孔 | 82 |

| 索恩河畔沙隆 | 22 |

| 欧坦 | 31 |

| 勒克勒佐 | 20 |

| 博讷 | 28 |

| 沙尼 | 13 |

### 铁路
德讷河畔圣莱热位于讷韦尔—沙尼铁路上。德讷河畔圣莱热站位于市区西北部，停靠往返于索恩河畔沙隆和蒙沙南一线的区域列车。

### 航空
德讷河畔圣莱热距离多勒机场的公路里程大约公里。

### 城市公共交通
截至2024年5月，德讷河畔圣莱热暂无城市公共交通。

## 政治

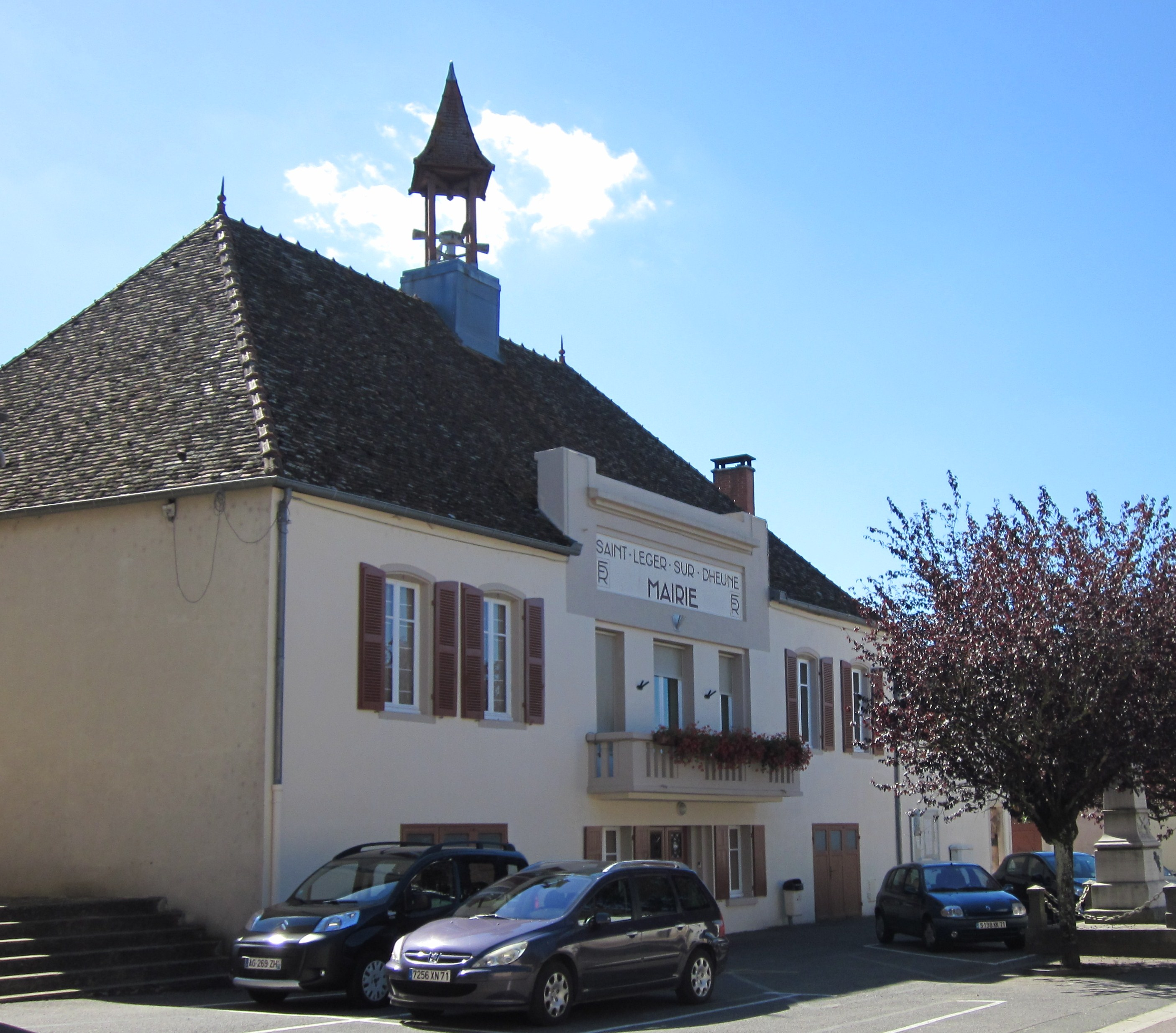
德讷河畔圣莱热市政厅

德讷河畔圣莱热的现任市长为孔西格利亚·迪布瓦女士（Consiglia DUBOIS），她自2023年10月起担任市长职务；其前任达尼埃尔·勒里什先生（Daniel LERICHE）是一名右翼无党派人士，他在2020年的市政选举中获得了52.85%的支持率。
在2022年的法国总统大选的第二轮选举中，法国极右翼政党国民阵线主席玛丽娜·勒庞在德讷河畔圣莱热获得了53.41%的支持率。

## 人口
2021年，德讷河畔圣莱热市镇人口数量为1,576，在法国排名第6,735位。其中男性797人，女性803人，75岁及以上人口占9.6%，外籍人口数量为25人，人口密度为130人/平方公里，当地居民被称为（男性）或（女性）。2022年，德讷河畔圣莱热境内出生12人，死亡人口17人。
| 德讷河畔圣莱热1901年－2021年人口变化情况 |
|                                          |
| 数据来源：Cassini、INSEE                 |

## 经济
德讷河畔圣莱热是一个区域性的中心城市。截至2024年5月，德讷河畔圣莱热市镇范围内共有各类用人单位（包含自雇）222家，平均历史为16年，其中99.22%为中小型企业（PME），2024年3月至5月间，当地的经济活力指数为0。（电器维修销售）、（旅游管理）及（汽修）是当地2022年营业额最高的三个企业。

## 财政与居民收入
2022年，德讷河畔圣莱热的财政收入总额为1,654,780欧元，财政支出总额为1,254,590欧元，当年的债务总额为2,785,790欧元。2022年，德讷河畔圣莱热市镇通过增值税获得201,340欧元的收入，此外当地还共获得了615,380欧元的国家直接财政补助。
| 德讷河畔圣莱热居民收入情况                       | 德讷河畔圣莱热居民收入情况 | 德讷河畔圣莱热居民收入情况 | 德讷河畔圣莱热居民收入情况 |
| 内容                                             | 德讷河畔圣莱热             | 法国                       | 统计年份                   |
| ------------------------------------------------ | -------------------------- | -------------------------- | -------------------------- |
| 征税家庭总数                                     | 682                        | 1,081（法国市镇平均）      | 2022年                     |
| 居民平均月收入                                   | 2,314欧元                  | 2,435欧元                  | 2022年                     |
| 高级职员人均月收入                               | 不详                       | 4,331欧元                  | 2021年                     |
| 中级职员人均月收入                               | 不详                       | 2,470欧元                  | 2021年                     |
| 普通职员人均月收入                               | 不详                       | 1,801欧元                  | 2021年                     |
| 贫困率                                           | 不详                       | 14.5%                      | 2020年                     |
| 青壮年（15至64岁）失业率                         | 9.6%                       | 7.4%                       | 2020年                     |
| 征税家庭数量占比                                 | 42.2%                      | 45.5%                      | 2020年                     |
| 家庭年均纳税                                     | 3,814欧元                  | 4,393欧元                  | 2022年                     |
| 资料来源：INSEE、L'Internaute、Le Journal du Net |                            |                            |                            |

## 社会事务

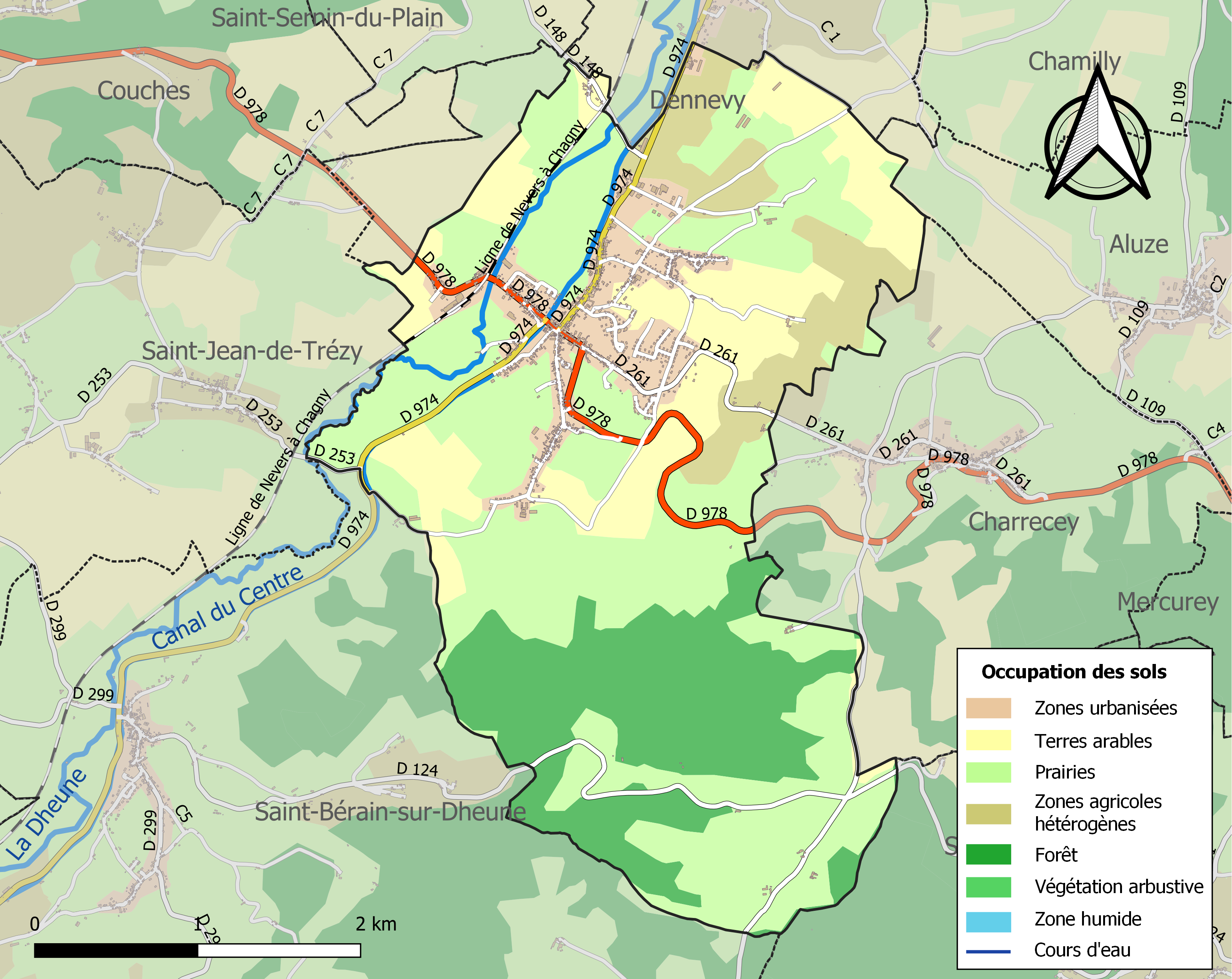
德讷河畔圣莱热土地利用情况地图

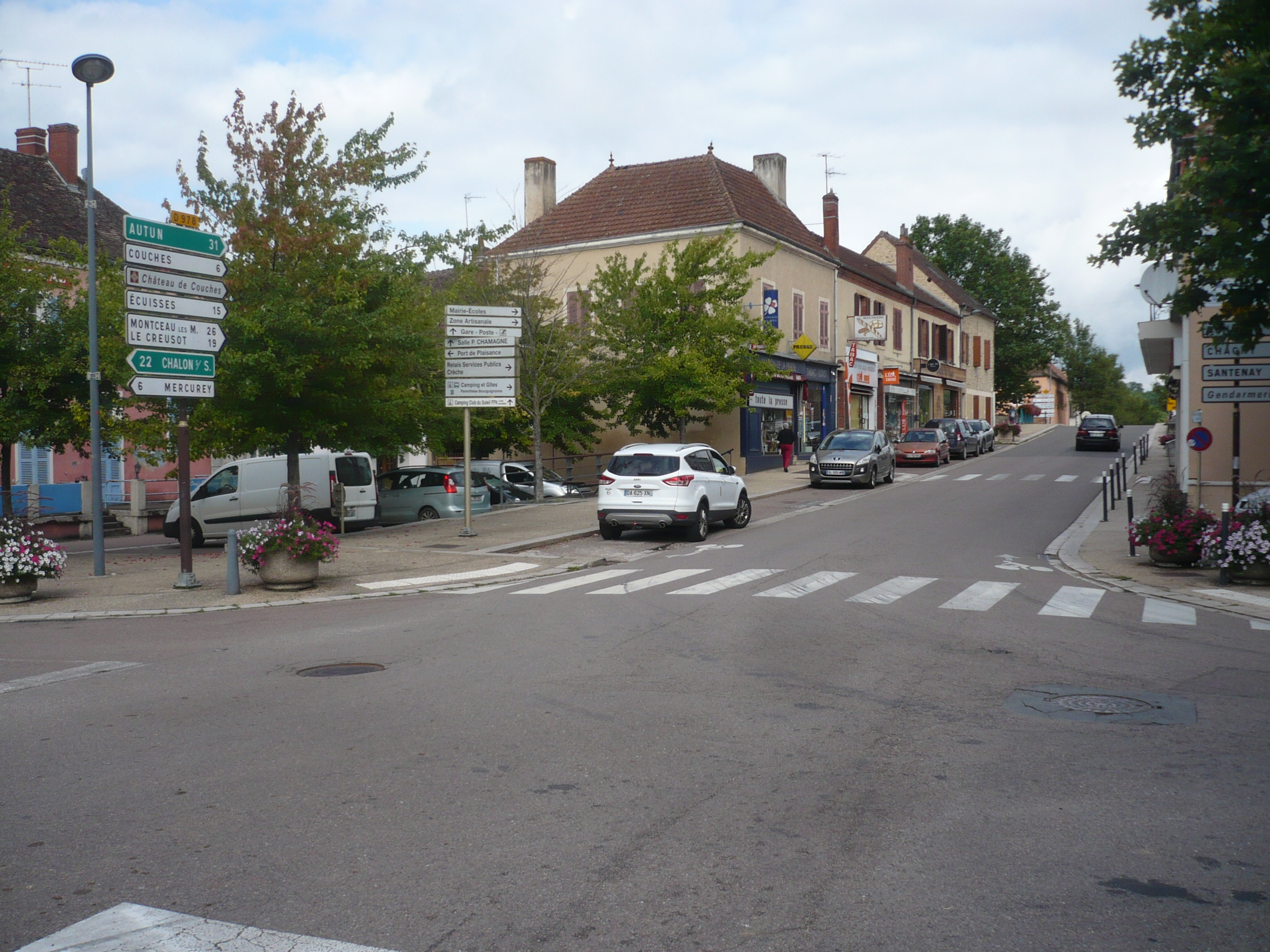
德讷河畔圣莱热镇中心

### 教育
德讷河畔圣莱热属于第戎学区。截至2021年1月1日，德讷河畔圣莱热境内共有1所小学。

### 医疗
截至2021年1月1日，德讷河畔圣莱热境内共有全科医生3名、保健师3名、牙医1名和护士5名。境内共有药房1家。
距离德讷河畔圣莱热最近的区域性医疗机构为索恩河畔沙隆中心医院，其主病区威廉·莫雷医院（Hôpital William Morey）位于索恩河畔沙隆市区西侧，距离德讷河畔圣莱热市区的正常车程大约26分钟，该院设有床862个，是索恩-卢瓦尔省境内规模最大的公立综合性医院。

### 住房
2020年，德讷河畔圣莱热境内共有各类住房874套，其中77.9%为独立式住宅，21.9%为集中式住宅。常住房屋占德讷河畔圣莱热市镇范围内居民建筑总量的81.9%。
在住房保障政策方面，2022年，德讷河畔圣莱热境内共有80户家庭获得了住房经济补助，受益人数占总人口数量的5.1%，其中75份为房租补助。

### 商业
2021年，德讷河畔圣莱热境内共有各类实体商铺33家，其中餐厅5家、大型超市1家、面包房3家、美容美发店4家、汽车维修店3家。德讷河畔圣莱热镇中心西部建有b1便民超市。

### 体育
2021年，德讷河畔圣莱热境内共有1处足球或橄榄球场以及1处篮球或排球场。
截至2024年5月，圣莱热体育联盟（AS Saint-Léger，编号511651）是德讷河畔圣莱热境内唯一的一家注册足球俱乐部，该足球队成立于1947年，其主队2024至2025赛季参加索恩-卢瓦尔省足球联赛丁组（法国第十二级别），其主场为罗歇·热诺球场（Stade Roger Genot）。

### 环境
德讷河畔圣莱热的环境事务由其所属的大沙隆城市圈公共社区联合各级政府协调负责。2021年，德讷河畔圣莱热境内暂无污染企业。

### 治安
2021年，德讷河畔圣莱热市镇范围内共有1处宪兵队。
德讷河畔圣莱热及其附近的共136个市镇是索恩河畔沙隆国家宪兵队（zone gendarmerie de Chalon-sur-Saône）的管辖范围。2020年，该宪兵队累计记录各类案件2,030起，其中盗窃类案件935起，经济类案件327起，毒品交易类案件116起。

## 文化

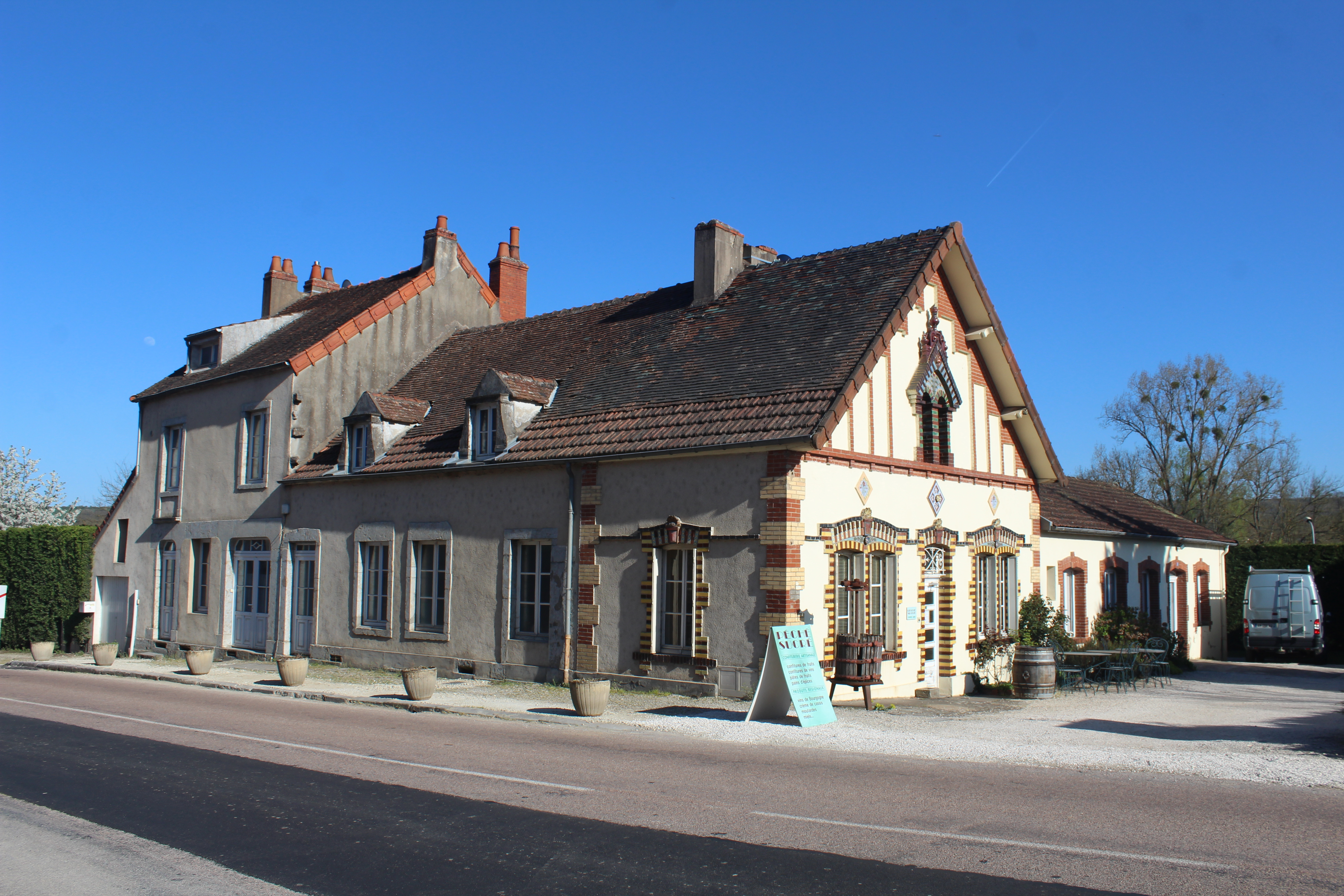
瓦窑作坊旧址

2021年，德讷河畔圣莱热境内暂无任何文化设施。德讷河畔圣莱热境内建有图书馆（Bibliothèque），每周二至六向公众开放。

### 建筑
德讷河畔圣莱热境内有多处历史建筑，其中佩吕松瓦窑厂旧址为法国国家文物保护单位，镇中心的圣莱热教堂（Église Saint-Léger de Saint-Léger-sur-Dheune）则是当地的地标性建筑物。

### 旅游
德讷河畔圣莱热的旅游事务由其所属的大沙隆城市圈公共社区联合各级政府协调负责。2023年，德讷河畔圣莱热境内共有1个露营地，可容纳共55辆露营车。

### 媒体
法国主要的媒体均可在德讷河畔圣莱热接收，法国电视三台下属的勃艮第-弗朗什-孔泰大区频道在部分时段播出德讷河畔圣莱热所在索恩-卢瓦尔省的地方新闻。《索恩-卢瓦尔省日报》、蓝色法兰西勃艮第广播等是当地主要的地方性媒体。

## 友好城市
截至2024年5月，德讷河畔圣莱热共与一座城市建立了友好城市关系：
- 比利时 Lustin